# Nova Providència
Nova Providència (o New Providence en anglès) és l'illa més coneguda a les Bahames.
Està situada entre les illes d'Eleuthera, a l'est, i Andros, a l'oest, formant part de les Antilles.
Nova Providència es va convertir en refugi de pirates des de 1715 a 1725, aquests contínuament atacaven a la flota espanyola que tornava al seu país amb importants carregaments d'or i argent. Anys després el govern britànic va establir una colònia formal i una caserna militar, escollint com a centre neuràlgic la petita ciutat de Nassau. En 8 de maig de 1782, durant la Guerra anglo-espanyola, Bernardo de Gálvez y Madrid es va apoderar de l'illa de Nova Providència a les Bahames, sent recuperada pels britànics l'abril de 1783.